# Марагіно
Мара́гіно (рос. Марагино, удм. Марагино) — присілок у складі Каракулинського району Удмуртії, Росія.
Населення — 1 особа (2010; 1 у 2002).
Національний склад:
- росіяни — 100 %